# Acidodontium heteroneuron
Acidodontium heteroneuron är en bladmossart som beskrevs av Brotherus 1903. Acidodontium heteroneuron ingår i släktet Acidodontium och familjen Bryaceae. Inga underarter finns listade i Catalogue of Life.